# Гальченко, Константин Владимирович
Константин Владимирович Гальченко (род. 23 июня 1974, Темиртау, Карагандинская область) — советский и казахстанский футболист, защитник, полузащитник.

## Биография
Воспитанник темиртауского футбола. В 16 лет дебютировал за местный «Булат» в первенстве второй низшей лиги СССР. В следующем году в чемпионате Казахстана сыграл за клуб 27 матчей, забил три гола. В 1993 году перешёл в «Динамо» Алма-Ата, бывшее базовым клубом олимпийской сборной Казахстана, которую тренировал Леонид Константинович Остроушко. В 1994 году вместе с Сериком Жейлитбаевым перешёл в команду третьей российской лиги «Сибирь» Курган. Следующий сезон отыграл в первой лиге за «Сатурн-1991» Санкт-Петербург под руководством Остроушко.
В 1996 году был приглашён в команду высшей лиги России «Черноморец» Новороссийск, провёл сборы, но не попал в клуб из-за проблем с паспортом. Перешёл в другой клуб Остроушко из третьей лиги — «Орехово» Орехово-Зуево; в ожидании трансфертных документов играл в местной команде КФК «Химик». В конце следующего года Гальченко пообещали квартиру, прописку и российское гражданство, но он ушёл вслед за Остроушко в узбекский «Навбахор» Наманган.
Вернувшись в Казахстан, играл за клубы высшей лиги «Тобол» Костанай (2001—2002), где в 2002 году заработал 2 красные и 7 жёлтых карточек, «Жетысу» Талды-Курган (2003—2004) и в первой лиге за «Булат-MSK» Темиртау (2004), «Аят» Рудный (2005), «Асбест» Житикара (2005—2006).
Играл в квалификационном турнире к Олимпийским играм 1996 года в Атланте.
В 2006—2013 годах работал тренером в Коммунальном государственном учреждении «Детско-юношеская спортивная школа футбола» управления физической культуры и спорта акимата Костанайской области.
В 2013—2017 годах был спортивным директором ФК «Тобол» Костанай.

## Достижения
- Бронзовый призёр чемпионата Узбекистана (2)
- Бронзовый призёр чемпионата Казахстана
- Обладатель Кубка Узбекистана.
- Обладатель Суперкубка Узбекистана.